# 小倉右一郎
小倉 右一郎（おぐら ういちろう、1881年（明治14年）6月9日 - 1962年（昭和37年）7月15日）は、日本の彫刻家。香川県出身。

## 人物
香川県立工芸学校を経て東京美術学校（現東京芸術大学）彫刻科を1907年（明治40年）に卒業。
1908年（明治41年）に「指導」で文展初入選。
1913年（大正2年）に大正博覧会に「霹靂」を出品し、二等銀牌を獲得。以後、官展で次々入賞し、1916年（大正5年）の第10回文展で「闇路の人々」が特選となった。
1920年（大正9年）に渡仏。フランスにおける近代彫刻の巨匠ロダンに師事し、1921年（大正10年）に日本に帰国。その後は滝野川彫刻研究所を創立し、後進を指導した。
1928年（昭和3年）、帝展改革を訴える朝倉文夫とその門下が帝展への出品を取りやめると、相対的に小倉右一郎門下の入選が増えた。小倉自身の帝展会員入りも有力視されたが、こちらは実現しなかった。
1932年（昭和7年）、帝展に彫刻『夢』を無鑑査で出品。国境に建てられた標識のコンポジションで、菊花紋章の上に大日本帝国の文字を刻み天使を配したものであった。しかし菊をモチーフにしていたことから検閲にかかり、皇室や国家体制を批判する内容ではなかったものの自主撤去を余儀なくされた。
第二次世界大戦後、故郷である香川県に帰り、1948年（昭和23年）に高松工芸高校の校長となった。また、香川県工芸美術総合展の審査員などを務め、香川の美術興隆に貢献した。
小倉はブロンズ彫刻が得意で、「三土忠造像」や「弘法大師像」などで腕前を見せた。さらに木彫・石彫もこなし、「靖国神社忠魂碑」などの碑や仏像・静物・裸婦像などでも多くの作品を作った。1962年（昭和37年）7月15日、逝去。享年81。墓所はさいたま市西区三橋の青葉園。